# 幸せのちから (Soweluの曲)
「幸せのちから」（しあわせのちから）は、日本の歌手・Soweluの14枚目のシングル。2007年1月24日にデフスターレコーズから発売された。

## 概要
映画『幸せのちから』の日本版イメージソングに起用された。映画と音楽が同タイトルなのはハリウッド映画初。通常盤と初回生産限定盤の2種リリース。初回生産限定盤はDVD付き。PV監督は大橋洋生。

## 収録曲

### CD
1. 幸せのちから (5:24)
作詞:Sowelu・Adya、作曲:Ryoki Matsumoto、編曲:Ryoki Matsumoto・URU
ソニー・ピクチャーズエンタテインメント配給映画「幸せのちから」イメージソング
2. I Wonder (4:07)
作詞:Sowelu、ma-saya、作曲:Noritaka Izumi、編曲:URU
MTV×SUZUKIブランデッドビデオ
3. Piano Man (5:53)
作詞・作曲:Billy Joel、編曲:Akihisa Matzura
ビリー・ジョエルのカバー
4. 幸せのちから (Instrumental) (5:26)

### DVD (初回生産限定盤のみ)
1. 幸せのちから
2. Making of 幸せのちから

## 収録アルバム
| 曲名         | アルバム                      | 発売日        |
| ------------ | ----------------------------- | ------------- |
| 幸せのちから | 『Naked』                     | 2008年4月9日  |
| 幸せのちから | 『Sowelu THE BEST 2002-2009』 | 2009年3月18日 |
| I Wonder     | 『Naked』                     | 2008年4月9日  |
| Piano Man    | 『Sowelu THE BEST 2002-2009』 | 2009年3月18日 |